# Поздново
Поздново — деревня в городском округе Домодедово Московской области.

## География
Находится в южной части Московской области на расстоянии приблизительно 30 км на юг по прямой от железнодорожной станции Домодедово.

## История
Известна с 1622 года, когда отмечалось как разоренная и опустевшая. В 1629 году здесь была пустошь, в 1694 году отмечено 3 двора и 6 жителей.

## Население
Постоянное население составляло 3 человека в 2002 году (русские 100 %), 7 в 2010.